# Fernando Tirapu
Fernando Tirapu Arteta (Pamplona, 7 de noviembre de 1951-Ibidem, 27 de julio de 2018) fue un futbolista español, que se desempeñaba como centrocampista.
Disputó 282 partidos en Primera División entre Athletic Club (151), Valencia (99) y CA Osasuna (32). A lo largo de su carrera deportiva ganó un título de Liga, en la temporada 1982-83, aunque solo jugó un partido esa temporada.
Falleció a los 66 años en Pamplona, el 27 de julio de 2018, a causa de un cáncer de garganta. Sus restos mortales fueron incinerados.
Fue tío segundo de la futbolista Ainhoa Tirapu.

## Clubes
| Club          | País   | Año       |
| ------------- | ------ | --------- |
| CA Osasuna    | España | 1970-1974 |
| Valencia CF   | España | 1974-1977 |
| Athletic Club | España | 1977-1983 |
| CA Osasuna    | España | 1983-1985 |

## Palmarés
| Título        | Club          | País   | Año  |
| ------------- | ------------- | ------ | ---- |
| Liga española | Athletic Club | España | 1983 |